# Deux Nigauds dans la neige
Pour plus de détails, voir Fiche technique et Distribution.
Deux Nigauds dans la neige (Hit the Ice) est un film américain réalisé par Charles Lamont, sorti en 1943.

## Synopsis
Photographes ambulants, Flash et Weejie "Tubby", prennent par hasard le portrait de trois gangsters. Ils suivent la trace des bandits jusque dans une station de sports d'hiver et, après de nombreuses aventures, contribuent à leur arrestation. (Fiches du cinéma)

## Fiche technique
- Titre : Deux Nigauds dans la neige
- Titre original : Hit the Ice
- Réalisation : Charles Lamont
- Scénario : Robert Lees, Frederic Rinaldo et John Grant, True Boardman (en)
- Production : Alex Gottlieb
- Directeur de la photographie : Charles Van Enger
- Directeur artistique : J.B. Goodman et H. H. MacArthur
- Décors : Russell A. Gausman et A.J. Gilmore
- Montage : Frank Gross
- Musique : Harry Revel et Paul Francis Webster
- Son : Bernard B. Brown
- Durée : 82 minutes
- Dates de sortie :
  -  États-Unis : 1943
  -  France : 2 novembre 1949

## Distribution
- Bud Abbott : Flash Fulton
- Lou Costello : Weejie 'Tubby' McCoy
- Ginny Simms : Marcia Manning
- Patric Knowles : Dr. Bill Elliot (Credits)/Dr. William 'Bill' Burns (in Film) avec Eugene Turner comme doublure patinage
- Elyse Knox : Infirmière Peggy Osborne
- Joe Sawyer : Buster - Silky's Henchman (Joseph Sawyer)
- Marc Lawrence : Phil - Silky's Henchman
- Sheldon Leonard : Harry 'Silky' Fellowsby
- Johnny Long and His Orchestra : Eux-mêmes
- Johnny Long : Lui-même - Orchestra Leader
- Nick Thompson : Husband (scenes coupées)
- Bobby Barber : Candy Butcher - knocked down on Train (non crédité)
- Hank Bell : Conducteur de traineau (non crédité)